# Harry Potter: Världsmästerskapen i Quidditch
Harry Potter Världsmästerskapen i Quidditch är ett spel som är släppt 2003 av EA Games för PlayStation 2, Nintendo GameCube, Xbox, Game Boy Advance och Windows. Det handlar om den fiktiva sporten Quidditch från Harry Potters värld. Spelarna kan spela de fyra elevhems-lagen från Hogwarts, alltså Gryffindor, Slytherin, Hufflepuff och Ravenclaw. Det går även att spela VM med lagalternativen USA, England, Frankrike, Tyskland, Skandinavien, Japan, Spanien, Australien och Bulgarien.